# Löschwasser-Rückhalte-Richtlinie
Die Löschwasser-Rückhalte-Richtlinie („Richtlinie zur Bemessung von Löschwasser-Rückhalteanlagen beim Lagern wassergefährdender Stoffe“) ist eine Richtlinie zur Verhinderung von Verschmutzung oder Vergiftung von Gewässern in der Nähe baulicher Anlagen, in denen mit wassergefährdenden Stoffen umgegangen wird oder in denen im Brandfall solche Stoffe entstehen können.
Im Brandfall kann in angelegten Vertiefungen oder hinter Schutzwänden das anfallende kontaminierte Löschwasser über die Dauer der Löscharbeiten gefahrlos aufgefangen werden – so genannte „Löschwasser-Rückhalteeinrichtungen“. Hierzu können sich beispielsweise auch Auffangwannen eignen.

## Hintergrund

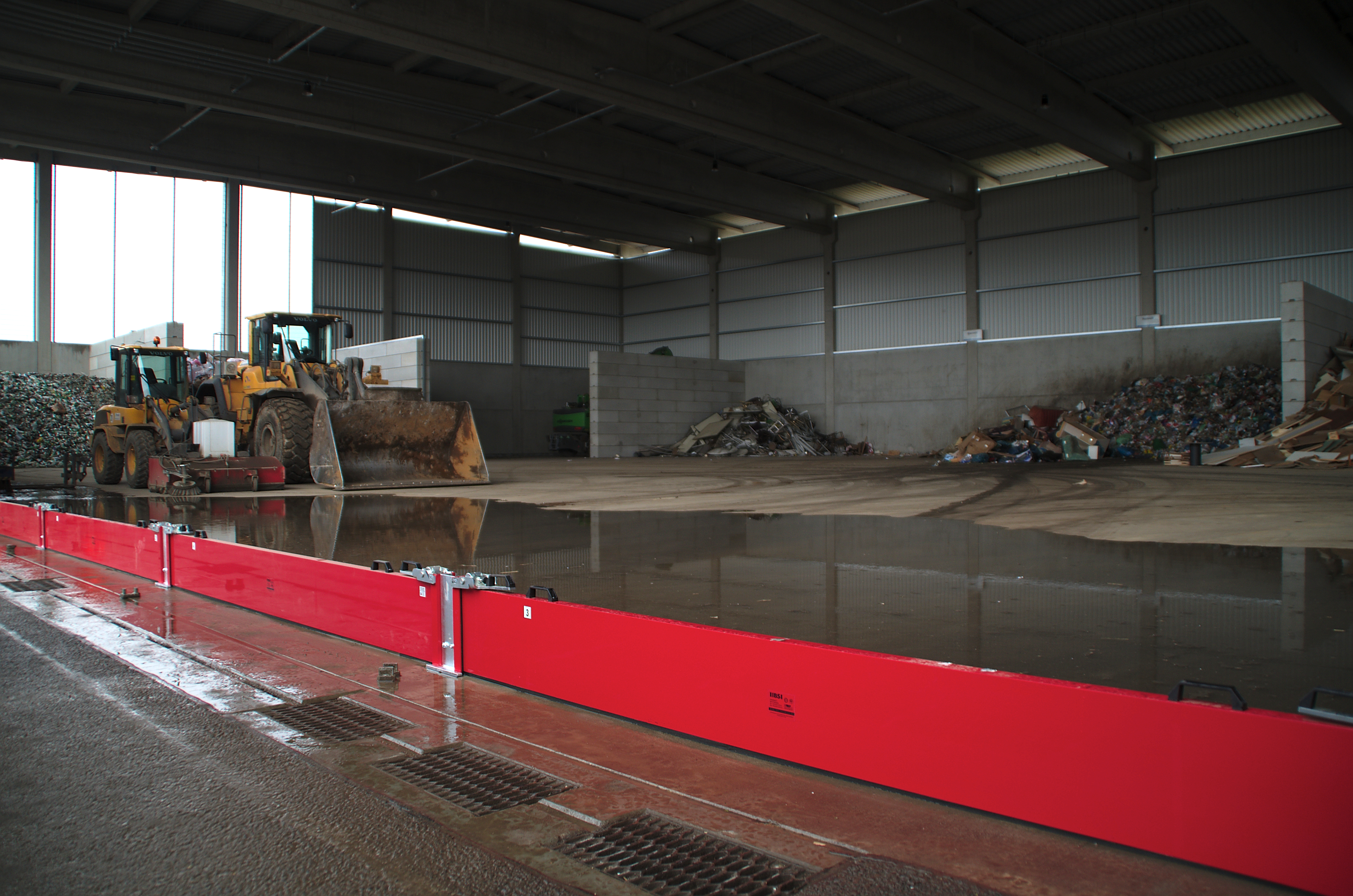
Beispiel einer manuellen Löschwasserbarriere

Die Löschwasser-Rückhalte-Richtlinie wurde nach einer Reihe schwerer Umweltunfälle in der Nähe von Gewässern erlassen. Bei den Löscharbeiten von Großbränden gelangte das kontaminierte Löschwasser und die umweltrelevanten Löschmittel in benachbarte Gewässer, insbesondere in Flüsse. Die Schadstoffbelastung der Flüsse führte unter anderem zu Fischsterben. So kam es am 1. November 1986 bei einem Großbrand auf Anlagen des Chemiekonzerns Sandoz in Schweizerhalle bei Basel durch verseuchtes Löschwasser zu einem großen Fischsterben im Rhein. Dieses Großereignis war der wesentliche Auslöser für die LöRüRl.
In der Schweiz führte die Katastrophe von Schweizerhalle zur Störfallverordnung.

## Integration in die Bauordnungen
Die Muster-Richtlinie wurde von der Fachkommission „Bauaufsicht“ der ARGEBAU im August 1992 verabschiedet. Mittlerweile haben alle Bundesländer die Richtlinie in ihre Bauordnung als Teil ihrer Technischen Bestimmungen bauaufsichtlich eingeführt.

## Anwendbarkeit
Der Geltungsbereich der Richtlinie beginnt ab einem Vorhandensein von 100 Tonnen wassergefährdender Stoffe der Wassergefährdungsklasse (WGK) 1 je Lagerabschnitt. Stoffe höherer Wassergefährdungsklassen werden umgerechnet:
- 1 t WGK 3-Stoff (stark wassergefährdend) = 100 t WGK 1
- 1 t WGK 2-Stoff (wassergefährdend) = 10 t WGK 1